# Федон Гізікіс
Федон Гізікіс (грец. Φαίδων Γκιζίκης [ˈfeðon ɟiˈzicis]; 17 червня 1917 — 27 липня 1999) — грецький військовик, член хунти «чорних полковників» 1967—1974 років, Президент Греції (1973—1974).

## Життєпис
1939 року закінчив Грецьку військову академію. 1940 року воював на албанському фронті. Брав участь в громадянській війні 1946—1949 років на боці уряду.
Федон Гізікіс підтримав урядовий переворот Георгіоса Пападопулоса у квітні 1967 року та займав низку високих військових постів за часів диктатури. 1968 року полковник Гізікіс став військовим правителем Афін. До 1971 року Гізікіс став генерал-лейтенантом, 1973 був призначений командувачем 1-м армійським корпусом.
25 листопада 1973 року після усунення від влади Георгіоса Пападопулоса новий голова хунти Дімітріос Іоаннідіс, друг Гізікіса та його земляк (з Епіру), призначив його новим президентом Греції. Під час політичної кризи в липні 1974 року після провалу путчу на Кіпрі Гізікіс зустрівся з провідними грецькими політиками, в результаті чого було прийнято рішення усунути від влади Іоаннідіса та призначити новим прем'єр-міністром Константіноса Караманліса, борця проти диктатури, який проживав за кордоном. За кілька місяців після цього вийшов у відставку (новим президентом став Міхаіл Стасінопулос).
1976 року військова судова рада закрила справи проти нього й 88 інших колишніх офіцерів, яким було висунуто звинувачення в зраді, організації заколоту й співробітництві з колишньою хунтою. Гізікіс помер у госпіталі в Афінах 1999 року.